# 下行枡
下行枡（げぎょうます）とは、荘園領主や寺社などが費用の支払（下行）を米などで行う場合に計量を行うために使った枡。

## 概要
使用者・目的によって下斗（くだします）・下用斗（げようます）・相節斗（そうせちます）・長講斗（ちょうこうます）・会所斗（かいしょます）などの別称があった。
支払側の利益的関心から租税などの収納に使われる枡よりも小さいことが多く、そのことによって生じる換算上の増加を延と称し、それによって発生する見かけ上の増量分を交分と呼んだ（異説あり）。
江戸時代に領主が家臣への給与の支払に用いた扶持枡も下行枡の流れを汲み、租税収納用の枡よりも小さい容量の枡も存在していた。